# Myrosmodes
Myrosmodes ist eine Gattung aus der Familie der Orchideen (Orchidaceae). Sie besteht aus zwölf Arten krautiger Pflanzen, die in Südamerika beheimatet sind.

## Beschreibung
Die Arten der Gattung Myrosmodes sind terrestrisch wachsende, kleine krautige Pflanzen. Die dicht nebeneinander entspringenden Wurzeln sind fleischig, spindelförmig und meist behaart. Die Blätter stehen in einer grundständigen Rosette, sie entwickeln sich erst nach der Blütezeit. Die kleinen Blätter sind oval und kurz gestielt, oft von fleischiger Textur.
Der traubige, vielblütige Blütenstand steht seitenständig, aufrecht. Der Blütenstandsstiel ist von Hochblättern umhüllt, die sich stark überlappen. Die Tragblätter sind kürzer als die Blüten. Die Blüten sind eher klein, unbehaart, sie stehen meist dicht beieinander und sind nicht resupiniert. Die drei Sepalen sind einander etwa gleich geformt, an der Basis für einige Millimeter verwachsen. Die Petalen sind viel schmaler. Dorsales Sepal und die seitlichen Petalen sind an der Basis der Säule anhaftend. Die Lippe ist röhrenförmig oder ausgebreitet, an der Basis keilförmig zulaufend, auf der Spreite mit undeutlichen Schwielen, am Rand gefranst. Die Säule ist kurz und unbehaart. Die Narbe ist groß und bohnenförmig. Das Staubblatt wird von einem gelappten Gewebe der Säule (Klinandrium) fast völlig umschlossen. Das Staubblatt enthält vier Pollinien, die ohne Stiel an einer Klebdrüse (Viscidium) sitzen. Das Rostellum zwischen Narbe und Staubblatt liegt quer zur Säulenachse, es endet stumpf oder gelappt.
Als Bestäuber wurde bei Myrosmodes rhynchocarpa die Solitäre Faltenwespe Incodynerus romandinus beobachtet.

## Vorkommen
Myrosmodes kommt im westlichen Südamerika, in den Anden von Venezuela bis Argentinien vor. Es sind ausgesprochene Hochgebirgspflanzen, die Gattung besiedelt Höhenlagen von 3800 bis 4600 Meter. Die Standorte liegen häufig an feuchten Stellen, etwa in Sümpfen und an Bächen. Vergesellschaftet ist Myrosmodes häufig mit Azorella.

## Systematik und botanische Geschichte
Die Gattung Myrosmodes wurde 1854 von Reichenbach in Xenia Orchidacea: Beitraege zur Kenntniss der Orchideen Band 1, Seite 19 aufgestellt. Der Name leitet sich aus dem griechischen μύρον myron für „aromatisches Öl“, ὀσμή  osme für „Duft“ und der Silbe ὄδη -odes, „gleichend“ ab; er bezieht sich auf die duftenden Blüten. Typusart ist Myrosmodes nubigena.
Myrosmodes wird innerhalb der Tribus Cranichideae in die Subtribus Cranichidinae eingeordnet. Nah verwandt sind die Gattungen Aa sowie Porphyrostachys.
Es sind 14 Arten bekannt:
- Myrosmodes brevis (Schltr.) Garay: Sie kommt in Ecuador und Peru vor.[2]
- Myrosmodes chiogena (Schltr.) C.A.Vargas: Sie kommt in Peru und Bolivien vor.[2]
- Myrosmodes cleefii Szlach., Mytnik & S.Nowak: Die 2012 erstbeschriebene Art kommt in Kolumbien vor.[2]
- Myrosmodes cochlearis Garay: Sie kommt vom westlichen Südamerika bis ins nordwestliche Venezuela vor.[2]
- Myrosmodes filamentosa (Mansf.) Garay: Sie kommt in Ecuador vor.[2]
- Myrosmodes gymnandra (Rchb.f.) C.A.Vargas (Syn.:  Myrosmodes weberbaueri (Schltr.) C.A.Vargas): Sie kommt von Peru bis Argentinien vor.[2]
- Myrosmodes nervosa (Kraenzl.) Novoa, C.A.Vargas & Cisternas: Sie kommt vom südlichen Peru bis zum nördlichen Chile vor.[2]
- Myrosmodes nubigena Rchb.f.: Sie kommt vom nordwestlichen Venezuela bis zum westlichen Südamerika vor.[2]
- Myrosmodes paludosa (Rchb.f.) P.Ortiz: Sie kommt von Bolivien bis Peru vor.[2]
- Myrosmodes reticulata Szlach., Mytnik & S.Nowak: Sie kommt in Kolumbien vor.[2]
- Myrosmodes rhynchocarpa (Schltr.) Garay: Sie kommt von Kolumbien bis Ecuador vor.[2]
- Myrosmodes rostrata (Rchb.f.) Garay: Sie kommt in Kolumbien, Ecuador und im westlichen Bolivien vor.[2]
- Myrosmodes subnivalis Szlach., Mytnik & S.Nowak: Die 2012 erstbeschriebene Art kommt in Kolumbien und Ecuador vor.[2]
- Myrosmodes ustulata (Schltr.) Garay: Sie kommt von Kolumbien und Ecuador bis zum nordwestlichen Venezuela vor.[2]